# Boea kinnearii
Boea kinnearii là một loài thực vật có hoa trong họ Tai voi. Loài này được (F.Muell.) B.L.Burtt mô tả khoa học đầu tiên năm 1984.